# Nuala Ahern
Pour les articles homonymes, voir Ahern.
Nuala Ahern, née le 5 février 1949 à Belfast, est une femme politique irlandaise, membre du Parti vert. Elle est députée européenne de 1994 à 2004, représentant la circonscription du Leinster.

## Biographie
Nuala Ahern, membre du Parti vert depuis 1989, commence sa carrière politique en 1991 quand elle est élue au conseil de comté de Wicklow. Son engagement politique commence au travers d’une action locale à Wicklow pour revenir la pollution de la mer d’Irlande. Elle est une combattante anti-nucléaire de longue date et prône l’utilisation d’énergies renouvelables.
Elle a fait campagne contre la construction d’une centrale nucléaire au cap de Carnsore dans le  comté de Wexford à la fin des années 1970. Plus récemment elle s'est engagée dans la lutte contre l’utilisation de produits génétiquement modifiés tant que les connaissances scientifiques ne seront pas complètes sur le sujet.
En 1994, elle est élue députée européenne pour la circonscription du Leinster, et réélue en 1999. Au Parlement européen, elle est vice-présidente du comité des pétitions, vice-présidente du comité sur l’Industrie, le Commerce extérieur, la Recherche et l’Énergie et présidente de l'intergroupe sur les médecines complémentaires et naturelles.